# Бейн, Лаура
Лаура Бейн (фр. Laura Beyne;  25 мая 1992, Брюссель) — она первая победительница конкурса конголезского происхождения   «Мисс Бельгия» 2012 года.Она сменила Жюстину де Йонкхере, Мисс Бельгия 2011 года.

## Биография
Конголезка по происхождению. Её отец бельгиец а мать конголезка. Родители Пейн познакомились в Конго, Лаура родилась в 1992 году в Бельгии после того, как ее отец решил бежать от режима страны.
Лаура получила образование в средней школе в Бельгии и в средней школе Марии Ассумпты  в Нидерландах. После обучения  она стала агентом по недвижимости.
Лаура Бейн свободно говорит на голландском и английском языках, но её родным языком является французский.

## Мисс Бельгия 2012
Бейн получила корону Мисс Бельгия 2012 от Жюстины де Йонкхере (Мисс Бельгия 2011) в казино «Knokke» в «Knokke-Heist» 8 января 2012.
Она представляла Бельгию на конкурсах «Мисс Мира» в 2012 году и «Мисс Вселенная» 2012 года.

## Телевизионная карьера
В 2015 году RTL искала новые лица для представления своих программ.В феврале 2020 года она была ведущей телешоу о Уитни Хьюстон под названием «Уитни, мой кумир» на бельгийском телеканале RTL-TVI. Это было ее первое выступление в качестве телеведущей.
В июне 2021 года она стала соведущей телешоу Place Royale.  Для своего первого эпизода она получила положительный результат на COVID-19 и не смогла участвовать в съемках, поэтому использовался только ее голос. 
В ноябре 2021 года было объявлено, что она станет ведущей бельгийского телешоу под названием Plug People. 

## Личная жизнь
В июне 2025 года стала известно, что Бейн помолвлена с экс-футболистом Даниэль Камю которому 53 года, с которым она встречалась более 4-х лет В колонках журнала Ciné Télé Revue пара объясняет, что запланировала гражданскую церемонию в Бельгии в 2026 году. Религиозная свадьба состоится в сентябре 2026 года на Ибице.